# Djamel Eddine Kouloughli
Djamel Eddine Kouloughli (arabe : جمال الدين كولوغلي), né le 6 décembre 1947 et mort le 22 janvier 2013, est un linguiste franco-algérien, spécialisé dans la phonologie et la tradition grammaticale de l'arabe.

## Biographie
Djamel Eddine Kouloughli est né à Constantine, en Algérie, le 6 décembre 1947. Après une formation initiale en anglais à l'Université d'Alger et à l'Université de Paris 8, il s'oriente vers la linguistique arabe.
Il est recruté par le CNRS en 1982  et s'oriente de plus en plus vers la théorie linguistique, rejoignant le Laboratoire de linguistique formelle et faisant une thèse sur la phonologie de l'arabe algérien sous la direction d'Antoine Culioli  en 1978.
Après avoir travaillé deux ans au Caire, il revient en France en 1996 pour fonder le Centre d'étude des langues et littératures du monde arabe, UMR rattachée à l'ENS de Fontenay-St Cloud . Cette unité de recherche a été fermée en 2001.
Il rejoint ensuite le Laboratoire d'histoire des théories linguistiques, où il effectue des recherches sur le développement des théories grammaticales arabes. Il a beaucoup collaboré avec Georges Bohas.

## Hommage
Après sa mort, un numéro spécial de l'Histoire Épistémologie Langage lui est consacré.